# Kruununhaka
Kruununhaka (pronunciación en finés: /ˈkruːnunˌhɑkɑ/ ; en sueco: Kronohagen) es un barrio de Helsinki, la capital de Finlandia.
Kruununhaka se ha convertido en la zona próxima al puerto y al centro, cuándo se movió Helsinki desde la ubicación inicial a medidados de los 1660s. Desde muy al principio, los residentes incluyeron los de la ciudad y los oficiales estatales.
Muchos edificios de la Universidad de Helsinki están también situados en Kruununhaka.  El área se ha hecho conocida por sus tiendas vintage.

## Personas notables
- Kirka Babitzin, cantante.
- Harri Holkeri, político.
- Magnus Lindberg, compositor.
- Johannes Virolainen, político.
- Bror-Erik Wallenius, comentarista de deportes.
- Valtteri Bottas, piloto de carreras.

## Galería

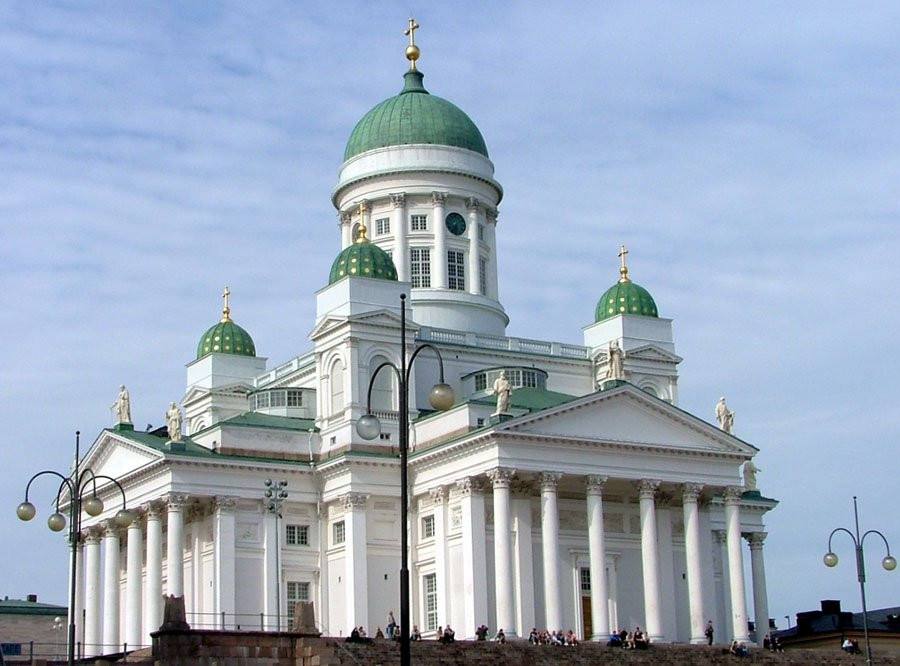
Catedral de Helsinki
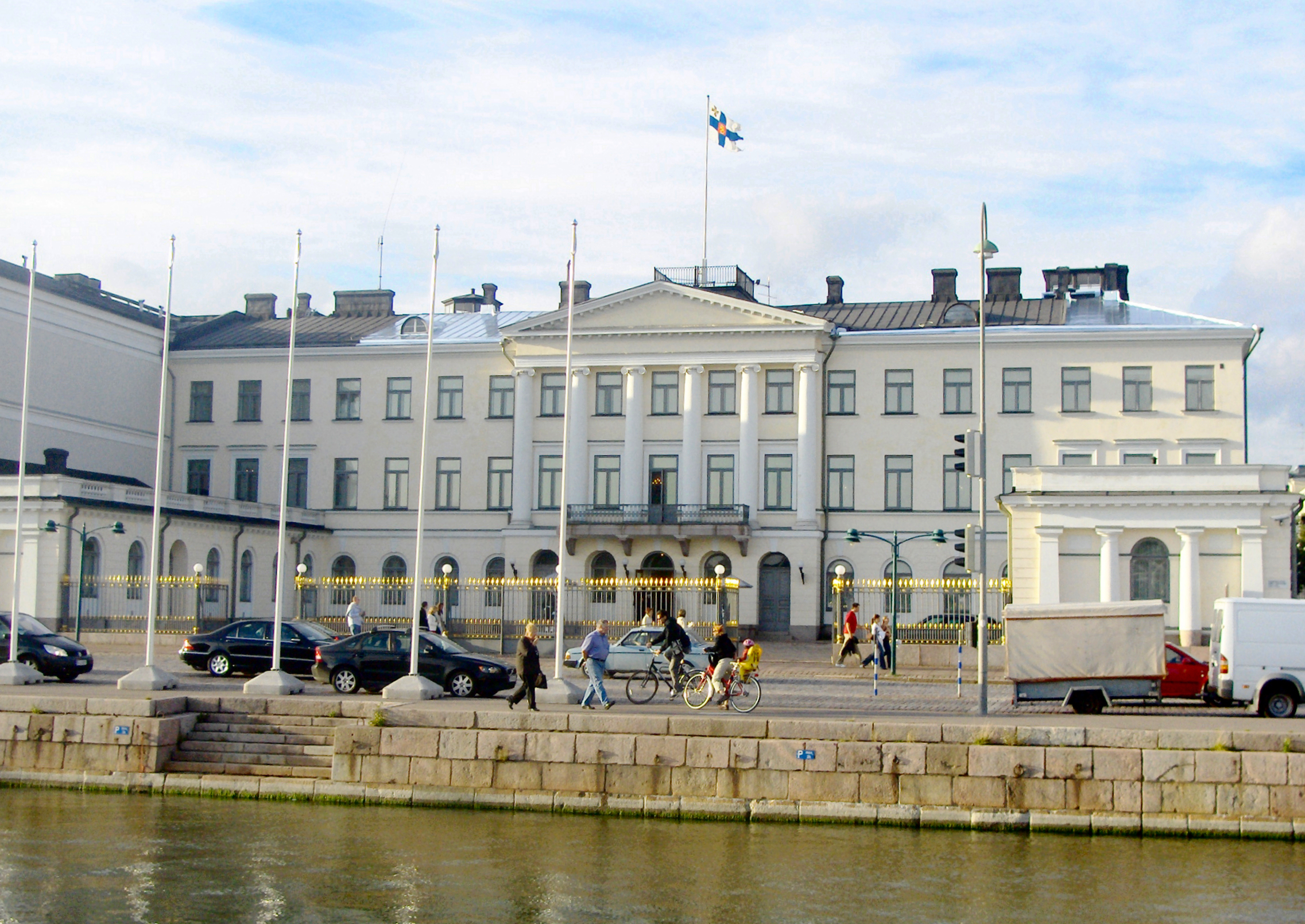
Palacio Presidencial
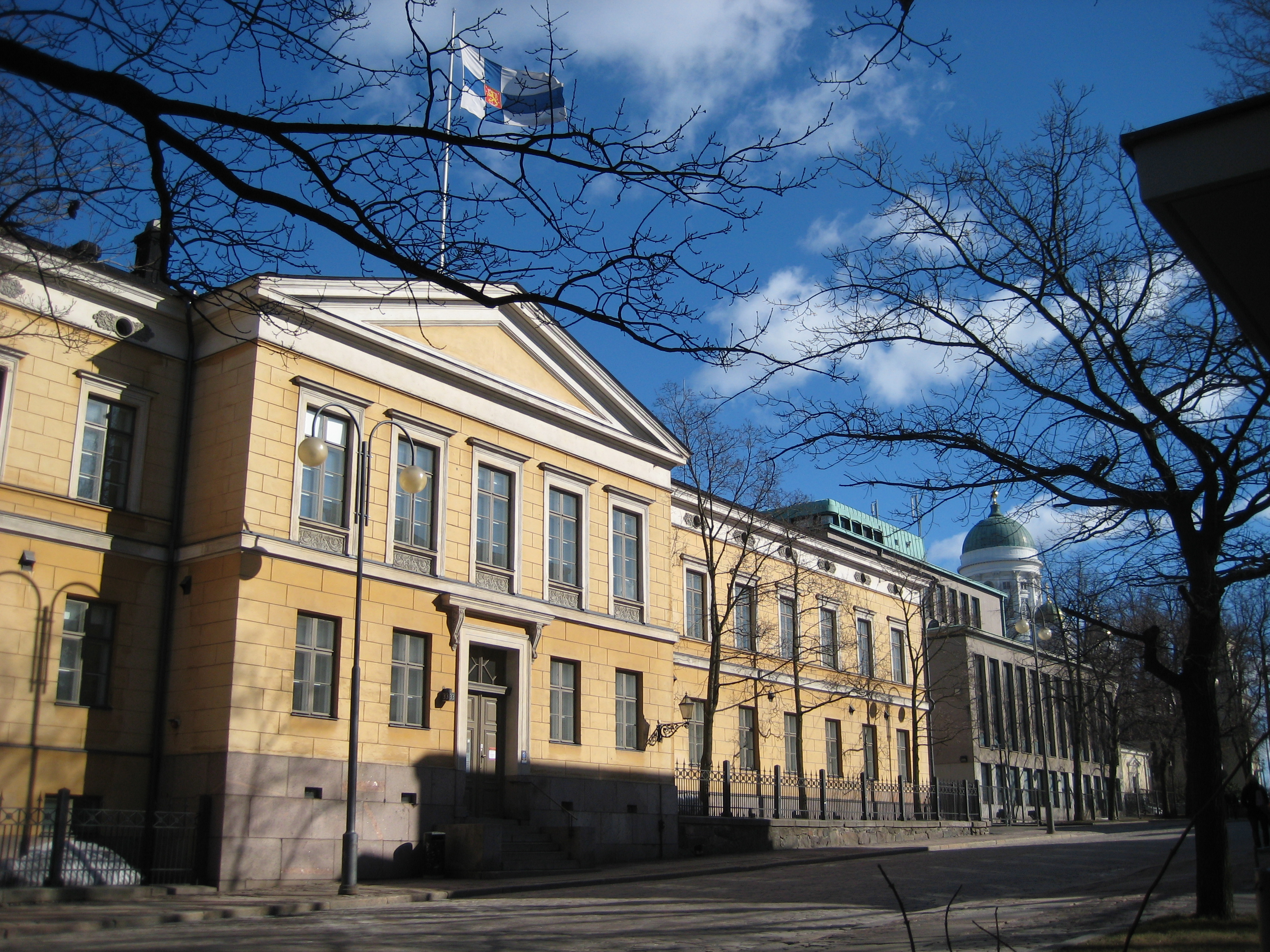
Instituto Aleksanteri
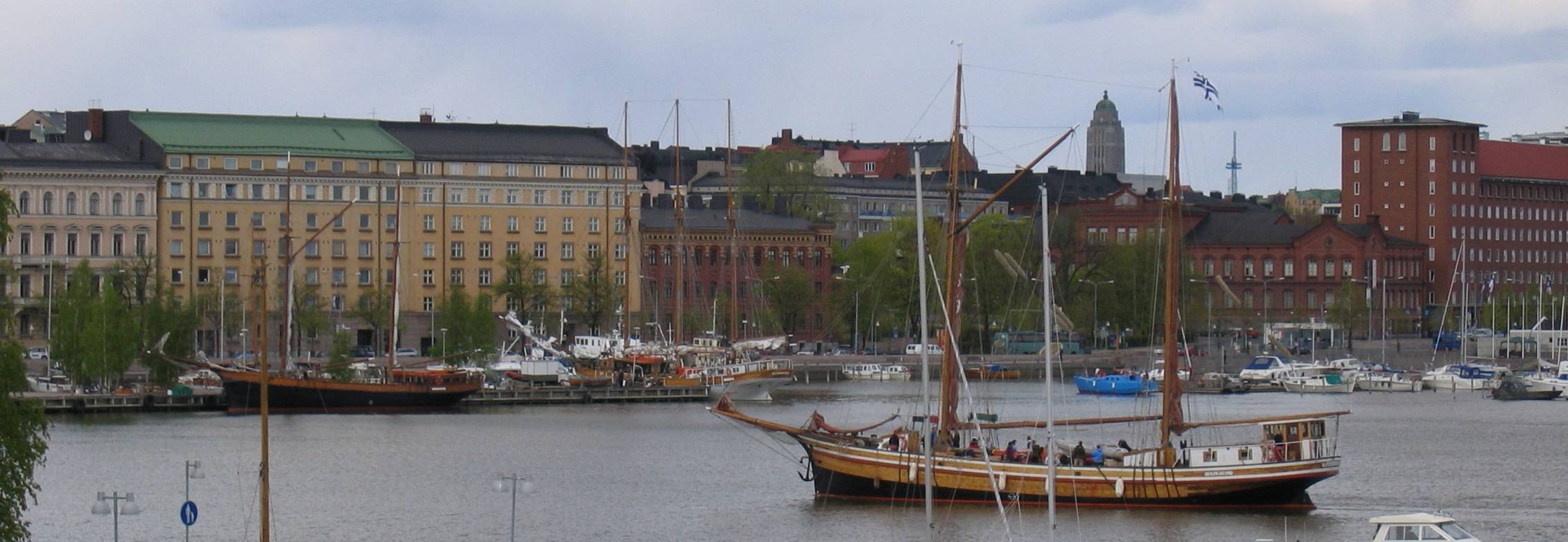
Paseo marítimo de Pohjoisranta en Kruununhaka, tal y como se ve desde la cercana Katajanokka
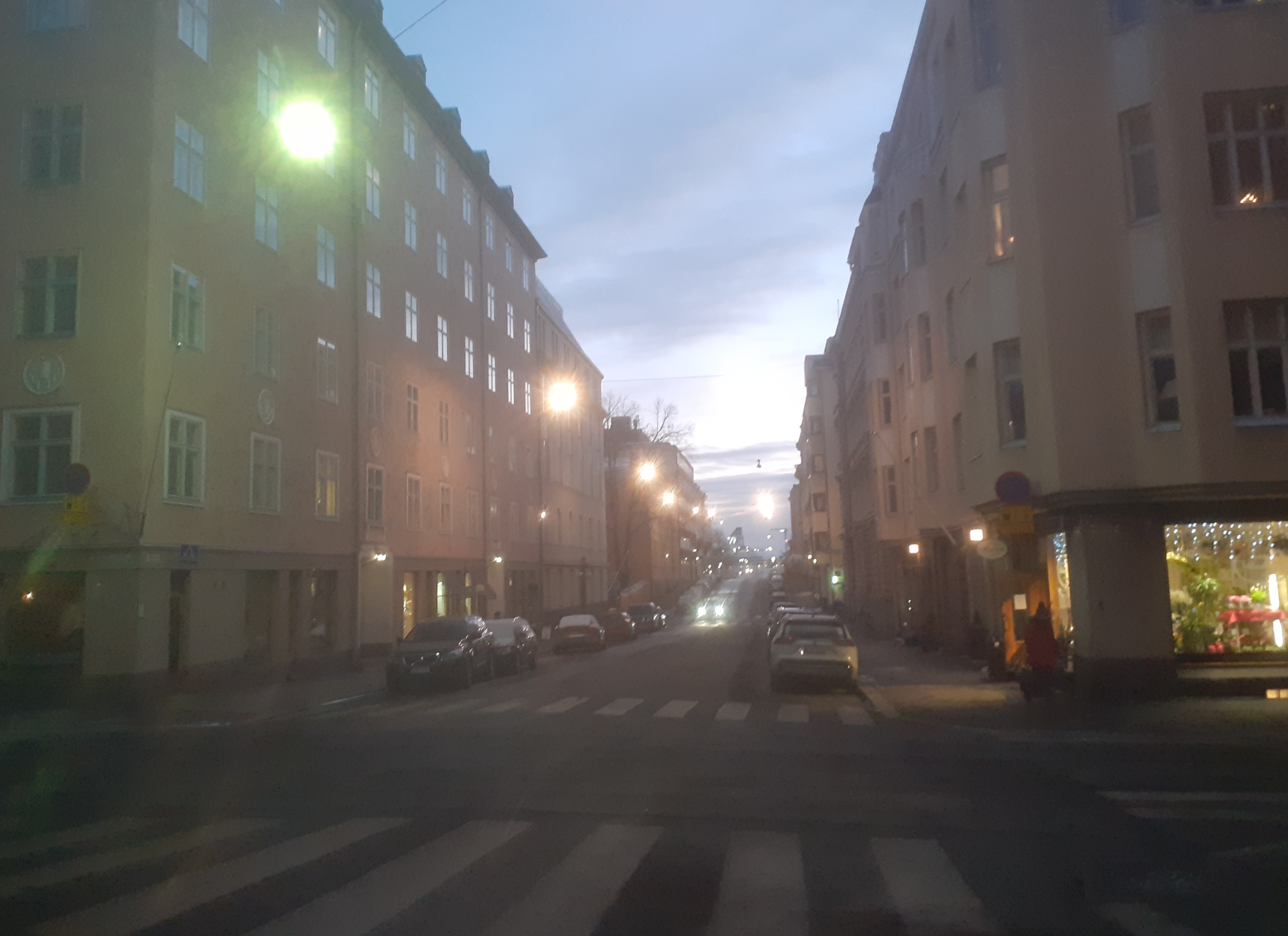
Calle Mariankatu en diciembre de 2021